# Шалит, Шуламит
Шулами́т Шали́т (род. 17 мая 1939, Каунас) — израильская писательница, журналистка, литератор. Автор многочисленных биографических исследований-эссе, опубликованных в журналах и альманахах и звучавших в авторских радиопередачах.

## Биография
Родилась в  Каунасе, семья жила в Таураге. Дед по матери Шимон Шалит был раввином, дед по отцу Григорий Фридберг ― военным комиссаром Днепропетровска, позднее театральным режиссёром. Окончила Литературный институт имени А. М. Горького, работала журналистом, редактором, переводчиком, была корреспондентом по вопросам литературы, театра и кино в газетах и журналах Москвы, Вильнюса, Риги, Еревана, опубликовала более 250 эссе и статей по литературе и искусству. Занималась лекционной работой, художественным и синхронным переводом.
В 1980 году переехала в Израиль. Заведовала отделом библиографии в библиотеке города Рамат-Ган, вела общественную работу среди новых репатриантов. С июня 1991 года ― автор и ведущая передачи радиостанции РЭКА «Литературные страницы», в которой она рассказывала о писателях и поэтах, работавших на русском языке, иврите, идише. Выпустила более 200 литературно-музыкальных «радионовелл-исследований», среди которых: «Еврейские поэты средневековой Испании», «Переписка Рахели Марголиной с Корнеем Чуковским», о неизвестной пьесе «Адмирал океана» Э. Казакевича, «Песни, восставшие из пепла» — о поэтах и композиторах, погибших в Холокосте, о ленинградской школе ученых-востоковедов и семитологов — Арье Вильскере, Гите Глускиной, Иосифе Амусине, о менее известных авторах, о русско-еврейских литературных связях.
Многие её исследования и эссе опубликованы в русскоязычной прессе Израиля, России, Беларуси, Германии, США в таких изданиях, как «Заметки по еврейской истории», «Иерусалимский журнал», «Еврейская старина», «Семь искусств», журналах  «Вестник» и «Чайка» (США) и других.

Азарт и выдержка, целеустремленность и интуиция, дотошный сбор материала – архивные поиски, интервью с родственниками и друзьями, работа с дневниками и письмами, а затем скрупулёзный отбор самых выразительных деталей… Но, может быть, самое главное – это способность Шуламит Шалит постигать логику характеров и чувств своих героев, открывать дотоле неизвестные факты. Автор вытаскивает с пожелтевших страниц старых газет и журналов не сюжеты, но сам жар и трепет человеческого деяния, движения на встречу с судьбой, на стыке внутренних сил и неумолимой заданности внешнего мира. При этом никогда не повторяется сюжетная схема, а дыхание и ритм письма меняются в зависимости от материала. — Татьяна Азаз-Лившиц, рецензия на книгу «На круги свои…». — Иерусалимский журнал 2006, № 22
Внесла большой вклад в открытие в Рамат-Гане Музея русского искусства имени Марии и Михаила Цетлиных. Благодаря многолетней работе Шуламит Шалит были атрибутированы многие картины из коллекции Цетлиных (в том числе Н. Гончаровой, Л. Бакста, Б. Григорьева, Маревны и других), а её монография «С одним я народом скорблю…», опубликованная к открытию Музея, за короткий срок выдержала два издания и перепечатывалась в журналах и газетах разных стран. Последовавшее далее исследование-эссе о семье Цетлиных и их коллекции под названием «Россия далекая, образ твой помню…» было опубликовано в каталоге, выпущенном к открытию выставки в Третьяковской галерее «Коллекция Марии и Михаила Цетлиных» (2003). Тогдашний зам. директора Третьяковской галереи Л. И. Иовлева в своём введении к каталогу назвала Ш. Шалит «крупным специалистом по истории и расшифровке коллекции Цетлиных».
Является также автором и редактором сборников «Евреи в культуре русского Зарубежья» (составитель и издатель — Михаил Пархомовский).
Лауреат премии имени Ю. Нагибина (2014) В 2003 — 2019 годах 11 раз становилась победителем конкурса «Автор года» портала «Заметки по еврейской истории».

## Избранная библиография
- Публикации в журналах
- С одним я народом скорблю…: К открытию Музея русского искусства им. Марии и Михаила Цетлиных в Рамат-Гане (1996) (более ранняя версия текста опубликована в сборнике «Евреи в культуре Русского зарубежья», Иерусалим, 1995)
- «Россия далёкая, образ твой помню…» Каталог выставки в Третьяковской галерее, сетевая версия статьи
- На круги свои... Литературные страницы на еврейскую тему. — Иерусалим: Филобиблон, 2005. — ок. 400 стр., 170 илл. с.
- Печать любви (Книга избранных очерков и эссе). — Тель-Авив, Ганновер, США: Общество любителей еврейской старины, 2012. — 409 с.
- Воспоминание о Владимире Высоцком